# سوزان عرفة
سوزان عرفة (مواليد 5 نوفمبر 1994) هي لاعبة كرة قدم نسائية مصرية في مركز الهجوم. شاركت مع منتخب مصر للسيدات في كأس أمم أفريقيا لكرة القدم للسيدات 2016. وعلى مستوى الأندية، تلعب مع أحد الأندية الأمريكية. حصلت على لقب أفضل لاعبة في فريق جامعة ولاية جورجيا 2015 بعد حصولها علي عضوية الفريق الأول لدوري الصنبلت للجامعات وفريق الجامعات الإقليمي لمنطقة الجنوب في الولايات المتحدة في نفس العام. ترأست قائمة الهدافات بتسعة أهداف وخمسة أسست.
بدأت سوزان عرفة لعب كرة القدم في سن مبكرة; سن السادسة وتقدمت في تنمية مهاراتها الفنية والتكتيكية بسرعة، مما مكنها من الانتقال من نادي محلي صغير إلى أكبر نادي لكرة السيدات في منطقة أطلانطا عند سن الحادية عشرة. قادت سوزان فريق مدرسة آلاتونا الثانوية إلى تحقيق بطولة ولاية جورجيا لأول مرة في تاريخ مدرستها. ولاتزال تحتفظ بالرقم القياسي في عدد الأهداف ب 90 هدفاً وعدد الأسست ب 100. بعد إكمال الدراسة، التحقت سوزان بجامعة ولاية كينيصا على منحة تفوق رياضي إلى جانب منحة التفوق الأكاديمي. لعبت لفريق جامعة كينيصا عام واحد، بعده إنتقلت للعب لجامعة ولاية جورجيا.